# 素麵沙拉

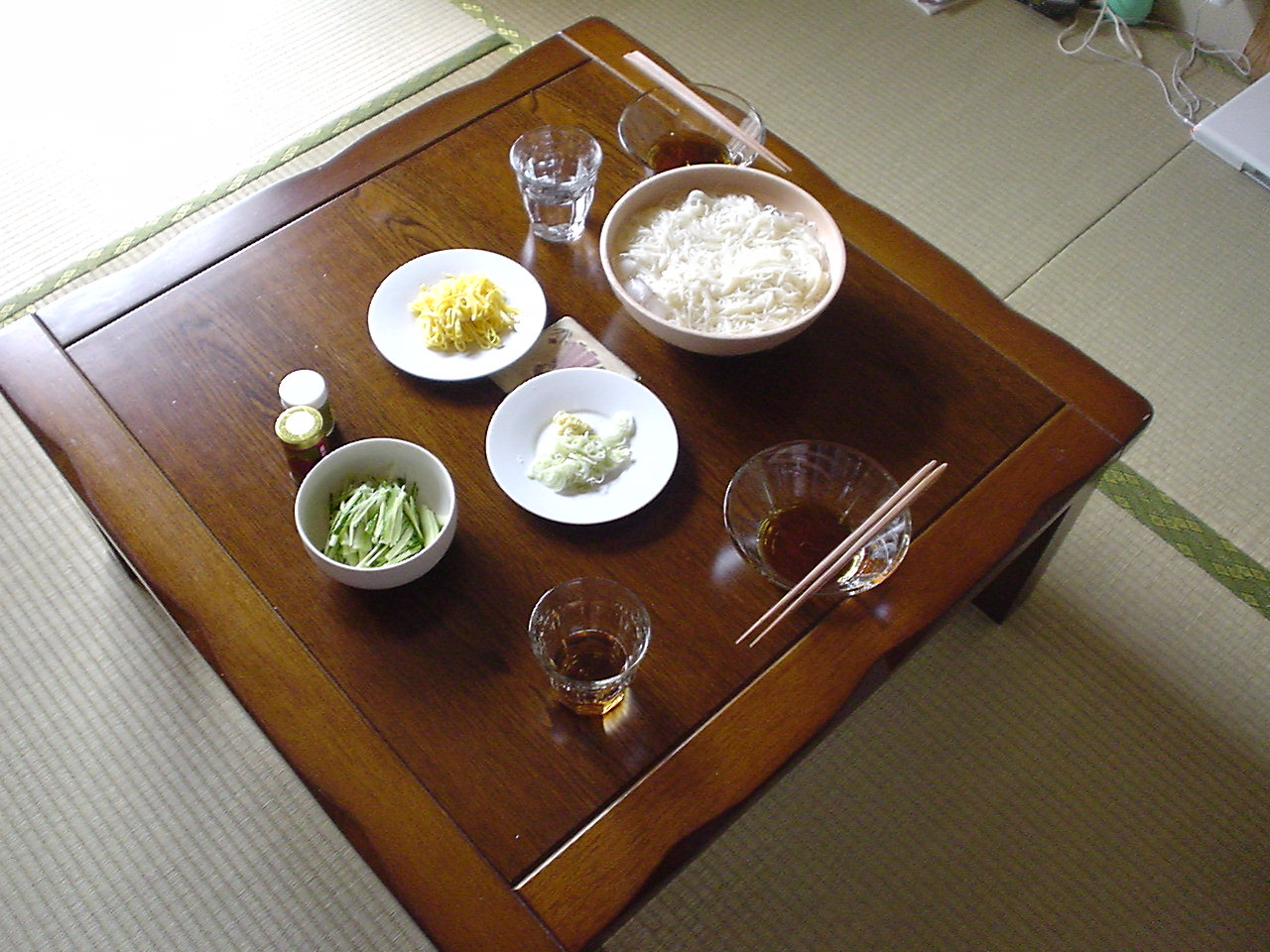

素麵沙拉（素麺サラダ，Sōmen sarada）是一種以日式素麵為主料的沙拉，基本上由三個主要部分組成：麵條、醋與醬油、配菜。一些菜譜也包括如雞湯，檸檬汁或什香油混合的肉湯。
素麵沙拉中的裝飾則體現了日式麵條文化。有切碎的生菜、洋蔥、芝麻，以及烤火腿乃至炒雞蛋，都作為不同色系的成分元素裝點著一盤沙拉。